# Stichting Incident Management Nederland
Stichting Incident Management Nederland of kortweg Stichting IMN is een samenwerkingsverband tussen verschillende bedrijven op het gebied van het bergen van voertuigen in het wegverkeer in Nederland.

## Taken
De stichting heeft verschillende taken:
- Het jaarlijks opstellen van een ongevallenanalyse naar aanleiding van het aantal keren dat een bergingsvoertuig uitgerukt is voor een ongeval.
- Exploitatie van het Landelijk Centraal Meldpunt (LCM). Dit is het centrale punt waar wegbeheerders (Rijkswaterstaat, provincie en gemeenten), ANWB en de politie een bergingsvoertuig kunnen vragen voor motoren, personenauto's, vrachtwagens en bestelauto's.
- De stichting in het betrokkenen bij het toewijzen van rayons (Nederland is opgedeeld in tientallen rayons net zoals bij de zonekaart in het openbaar vervoer) aan bergingsbedrijven. Dit verloopt via openbare aanbestedingen.
- Toezien op de kwaliteit van het opleidingstraject tot berger.
- Toezien op de kwaliteit van keuringsbedrijven.
- Klachten over bergingsbedrijven worden behandeld door de stichting.
- Het bijhouden van aanrijdtijden van bergingsbedrijven.